# Waitress
Waitress è un musical con musiche e testi di Sara Bareilles e libretto di Jessie Nelson. Basato sul film del 2007 Waitress - Ricette d'amore, diretto da Adrienne Shelly, il musical racconta la storia di Jenna Hunterson, una cameriera degli Stati Uniti meridionali che vive un matrimonio infelice con il violento marito Earl. Quando rimane inaspettatamente incinta, inizia un relazione con il suo ginecologo, il dottor Jim Pomatter. Cercando una via d'uscita, trova l'annuncio di una concorso di torte, sua specialità.

## Trama

### Atto I
Jenna è una cameriera del Joe's Pie Diner, per cui prepara anche torte e pasticci; proprio all'interno di "zucchero, burro e farina" racchiude la propria vita, il cui destino è per lei stessa incerto (What's Inside). Ogni giorno alla caffetteria pare uguale a lei, alle sue colleghe Becky e Dawn e al cuoco Cal (Opening Up). Tuttavia un giorno, dopo aver servito come al solito lo scorbutico proprietario del locale, l'anziano Joe, Jenna ha una nausea mattutina e le colleghe l'accompagnano in bagno invitandola a fare il test di gravidanza; Jenna è restia perché non desidera un bambino dal suo marito ubriaco e scansafatiche Earl, ma infine il risultato è positivo (The Negative). Earl si presenta proprio alla caffetteria non recandosi al lavoro ed esigendo le mance e le attenzioni della moglie, impegnata a servire i tavoli. Uscito, le amiche le fanno notare come l'uomo non sia un padre ideale, mentre Jenna tenta di difenderlo ribadendo come fosse diverso in passato; in seguito liquida le colleghe adducendo la scusa di dover preparare tutte le torte per il giorno dopo. Qui rivela la sua passione nonché rifugio che trova nel cucinare torte, dovuti soprattutto agli insegnamenti della madre, quando cercava di tenerla occupata per distrarla da un padre violento (What Baking Can Do). In seguito Jenna si reca allo studio ginecologico per il controllo, portando con sé una delle torte preparate per regalarla alla sua dottoressa di fiducia (Club Knocked Up). Scopre invece che è stata sostituita dal giovane dottor Jim Pomatter, la cui simpatia e goffaggine la lasciano sorpresa; egli le conferma la gravidanza e Jenna ammette che, nonostante voglia mantenere il bimbo, non sia un evento da festeggiare per lei. Infine decide di regalare la torta al dottore che, inizialmente riluttante poiché contrario allo zucchero, una volta assaggiata di nascosto, se ne rimpinza (Pomatter Pie).
La giornata successiva alla caffetteria inizia in modo uguale, con Becky che bisticcia con Cal. Le ragazze hanno poi preso per Jenna un "libro per mamme in gravidanza" dove vi è anche uno spazio per scrivere la "prima lettera al proprio figlio", ma Jenna accoglie il regalo con freddezza. La conversazione in seguito verte sul sito d'incontri a cui si è iscritta Dawn sul quale, tuttavia, non ha ancora postato un profilo; la ragazza infatti ha molto timore di impegnarsi sia per gli insoliti uomini che potrebbe conoscere negli appuntamenti al buio sia perché teme di essere respinta (When He Sees Me). Alla caffetteria si presenta di nuovo Joe che mostra a Jenna un annuncio sul giornale di un concorso di torte con un sostanzioso premio; la ragazza pensa alla ricetta perfetta finché alla fine della giornata non incontra il dottor Pomatter alla fermata dell'autobus. I due hanno un'iniziale imbarazzante chiacchierata ma, scoprendo che Jenna è una cameriera nonché colei che ha cucinato la torta di cui è rimasto così impressionato, il dottore rivela come lei gli ricordi una gentile cameriera del suo passato, e come con un solo assaggio riuscisse a "comunicare un'intera storia". Loda la sua cucina e le sensazioni speciali che trasmette facendo commuovere Jenna; il momento intimo è rovinato dall'arrivo dell'autobus (It Only Takes a Taste). A casa Jenna ritrova Earl, adirato per essere stato appena licenziato ma, cercando di consolarlo, rifiuta le avance del marito che, colto dalla furia, tenta di picchiarla, tanto che Jenna si vede costretta a rivelargli di essere incinta. Inizialmente sconcertato del fatto che lei glielo abbia tenuto nascosto, pensa in seguito che possa essere un fatto positivo per la loro "famiglia"; tuttavia intima alla moglie di promettere che, nato il pargolo, non lo amerà più di quanto ami lui (You Will Still Be Mine). Il giorno dopo, nella cucina della caffetteria, Dawn irrompe rivelando alle colleghe che è stata contattata da un uomo che sembra altamente compatibile; Becky decide di aiutarla a truccarsi e Jenna di prepararle una delle sue formidabili torte. In questa occasione rivela la sua decisione di partecipare al concorso e, nel caso di vittoria, lasciare Earl e scappare lontano; le amiche non vorrebbero che si allontanasse da loro ma supportano la sua scelta. Jenna quindi riscopre di poter sognare di nuovo e decide di nascondere le mance che ha guadagnato per la casa (A Soft Place to Land).
Il giorno dopo alla caffetteria si presenta un uomo dall'aspetto singolare che esige di essere servito da Dawn; si rivela Ogie, il misterioso appuntamento di Dawn di cui lei, però, è rimasta assai delusa, soprattutto per le peculiari abitudini e le insistenti dichiarazioni d'amore. Costretta a servirlo, Ogie comincia ad elencarle i progetti per loro due e di come lei non si libererà mai di lui essendo anime gemelle, e Dawn si accorge di come abbiano davvero molte cose in comune decidendo di concedergli un secondo appuntamento (Never Ever Getting Rid of Me). Intanto Jenna chiama il dottor Pomatter per delle emorragie riscontrate e le viene fissato un appuntamento alle 7 di mattina. Recatasi allo studio scopre che il dottore ha aperto due ore prima solo per vederla; arrivata là il dottore si gusta golosamente la torta che lei gli ha portato e, interrogato sulle emorragie, le dice solamente che è un sintomo perfettamente normale. Jenna è confusa e il dottor Pomatter, sul punto di dire qualcosa, decide infine di congedarla causando la rabbia della donna, che inveisce contro l'uomo sul suo ambiguo comportamento che la mette a disagio.  Esce sbattendo la porta ma, rientrando dopo aver dimenticato la borsa, Jenna bacia passionalmente il dottore. In seguito tenta di andarsene ma viene fermata da lui; entrambi riconoscono che sia una pessima idea dato che sono entrambi sposati, ma sono entrambi attratti l'uno dall'altro (Bad Idea).

### Atto II
Jenna sta racchiudendo la sua gioia e la sua frustrazione per questa tresca nelle sue torte finché non le capita di vedere Becky e Cal baciarsi. Essendo entrambi sposati anche se in matrimoni difficili, l'una con un uomo anziano e l'altro con una donna lesbica, Jenna critica la collega ma Becky le ricorda che deve supportare le sue amiche ma soprattutto vivere le occasioni della vita; sebbene alcune non si possano prevedere e risulta difficile esserne fieri, è essenziale fare ciò che faccia sentire vivi (I Didn't Plan It). Ascoltando queste parole, Jenna decide di tornare dal dottor Pomatter un mese dopo il loro ultimo incontro; egli infatti la invita a non scomparire nuovamente così, soprattutto dopo tutto ciò che è successo tra di loro. Jenna stessa vorrebbe rompere i rapporti dimenticando i loro precedenti, ma inevitabilmente lo ribacia e i due iniziano una relazione extraconiugale fissa (Bad Idea (Reprise)). Diventa un periodo felice per Jenna, Becky e Dawn in compagnia dei loro nuovi amanti; e sebbene Joe suggerisca a Jenna che una tresca sia sempre negativa, la proposta di matrimonio di Ogie a Dawn le porta nuova speranza che incanala in un'ennesima torta da regalare al dottore. Giunta sognante allo studio, rimane turbata scoprendo che, senza preavviso, il dottor Pomatter è dovuto partire con sua moglie per un funerale. Jenna è presa dallo sconforto tanto che l'infermiera la invita a sentire il battito del bambino; decide quindi di scrivergli la prima lettera scusandosi con lui per non essere come le altre madri piene di gioia e confidenza, temendo di non riuscire a prendersi cura di lui. Di nuovo in cucina, viene sorpresa dall'arrivo del dottor Pomatter e Jenna, sentendosi in colpa per la loro relazione, gli comunica che vorrebbe darle fine. Tuttavia infine gli confida le sue recenti paure nonché gioie che ha provato, e il dottore pensa di consolarla offrendosi a imparare come cucinare una torta. Qui non dichiarano il loro amore ma solo come "siano importanti" l'uno per l'altro; il dottore ammette che si trova in questa città perché sua moglie si sta specializzando in un ospedale dei pressi e di come non sia stato "abituato alla felicità" finché non ha conosciuto Jenna. In un lungo abbraccio tra i due Jenna finisce la lettera per il bambino augurandogli di trovare qualcuno che lo ami incondizionatamente e che lo abbracci senza pretendere nulla in cambio (You Matter to Me).
Passano i mesi e arriva il giorno del matrimonio di Dawn e Ogie alla caffetteria, che si dichiarano il loro amore nel loro tipico modo unico e bizzarro, attraverso poesie e percussioni (I Love You Like a Table). Jenna, visibilmente incinta, porta l'enorme torta nuziale e viene accolta da Cal, il quale le dice come sia "sufficientemente felice" con Becky seguendo la regola del "non dare molto, non ricevere molto" e le augura buona fortuna per il concorso di torte che avverrà tra pochi giorni. Viene quindi invitata a ballare da Joe che le comunica di un suo intervento chirurgico imminente, e in seguito le consiglia, in qualità di uomo anziano, di credere in se stessa e nel suo enorme potenziale (Take It From an Old Man). La festa viene bruscamente interrotta da Earl che intima aggressivamente la donna a tornare a casa, nonostante le amiche la scongiurino di non seguirlo. A casa l'uomo la obbliga ad aprire la federa dei cuscini in cui lei aveva nascosto i soldi, urlandole addosso e fracassando oggetti. Jenna, sconvolta, decide di mentirgli rivelando che stava risparmiando per comprare i più costosi oggetti al bambino; Earl si calma credendole e sequestra tutto il denaro mandandole in fumo la fuga e la partecipazione al concorso di torte che aveva progettato (Dear Baby). In uno dei momenti più bassi della sua vita Jenna si rende conto di come non riconosca più se stessa, di come la vita l'abbia consumata quando in realtà in passato era sempre stata una donna combattiva, buona e forte nonostante le avversità; sebbene un bambino non era ciò che voleva, inizia a capire che, soprattutto per il bene del piccolo, deve ritornare a essere quella donna (She Used to Be Mine).
Improvvisamente viene colpita dalle doglie che la costringono a recarsi immediatamente in ospedale (Contraction Ballet). Qui Jenna si trova circondata dal marito menefreghista e dal dottore eccessivamente preoccupato. Viene raggiunta da Joe che si sta preparando per l'intervento e le regala una cartolina d'auguri; in seguito anche la moglie del dottor Pomatter si presenta, come una specializzanda molto presa dal marito, e infine compaiono le rassicuranti figure di Becky e Dawn. In seguito al parto si scopre che il bimbo è una femminuccia che Jenna, sebbene dolorante, decide subito di abbracciarla commuovendosi; Earl le ricorda subito la sua promessa ma lei gli rivela di non averlo amato da tanto tempo, di desiderare il divorzio e, in seguito alla reazione aggressiva dell'uomo, lo minaccia ferocemente di non avvicinarsi mai più a lei o alla sua bambina. Jenna giura di proteggerla soprattutto per come la bimba stessa, che chiamerà Lulu, abbia salvato entrambe e di come la sua nascita rappresenti una rinascita per la donna. Comparso Ogie, lui e Dawn invitano Jenna a rimanere da loro per un po'. In seguito giunge il dottor Pomatter che tenta di baciarla ma lei rifiuta: capisce di esserle eternamente grata, di non poter mancare di rispetto a sua moglie e di come, se continuassero questa storia, durerebbe un paio di anni e renderebbe la vita di tutti miserabile. Decidono di salutarsi amichevolmente e Jenna gli regala un'ultima torta della macchinetta (Everything Changes). Jenna apre quindi la cartolina di Joe e scopre che le ha lasciato in eredità la caffetteria. Passati gli anni, Jenna continua a gestire felicemente il locale crescendo amorevolmente la figlia (Opening Up (Finale)).

## Cast
| Personaggio      | Workshop (2014)        | Off-Broadway (2015)        | Broadway (2015)            |
| ---------------- | ---------------------- | -------------------------- | -------------------------- |
| Jenna Hunterson  | Jessie Mueller         | Jessie Mueller             | Jessie Mueller             |
| Dr. Jim Pomatter | Drew Gehling           | Drew Gehling               | Drew Gehling               |
| Earl Hunterson   | Andy Karl              | Joe Tippett                | Nick Cordero               |
| Becky            | Keala Settle           | Keala Settle               | Keala Settle               |
| Dawn             | Barrett Wilbert Weed   | Jeanna de Waal             | Kimiko Glenn+              |
| Joe              | Dakin Matthews         | Dakin Matthews             | Dakin Matthews             |
| Ogie             | Christopher Fitzgerald | Jeremy Morse               | Christopher Fitzgerald     |
| Cal              | Eric Anderson          | Eric Anderson              | Eric Anderson              |
| Lulu             | N.D.                   | Giana Ribeiro Addison Oken | Claire Keane McKenna Keane |

+Jenna Ushkowitz inizia il ruolo di Dawn il 29 luglio 2016, dati gli impegni di Kimiko Glenn con Orange is the New Black.

## Numeri musicali
Waitress figura una colonna sonora originale, composta da musiche e testi della cantautrice statunitense Sara Bareilles, la quale ha registrato la versione Off-Broadway nel suo quinto album What's Inside: Songs from Waitress. Oltre ai seguenti numeri musicali, l'artista ha registrato un messaggio cantato per invitare gli spettatori a spegnere i cellulari prima che inizi lo spettacolo, reinterpretando il suo brano Cassiopeia.

### Off-Broadway
Atto I
- What's Inside – Jenna e Cast
- Opening Up – Jenna, Becky, Dawn, Cal e Cast
- The Negative – Jenna, Becky e Dawn
- Door Number Three – Jenna
- Waiting Room – Ensemble
- When He Sees Me – Dawn e Cast
- It Only Takes a Taste – Dr. Pomatter e Jenna
- A Soft Place to Land – Jenna, Becky e Dawn
- You Will Still Be Mine – Earl e Jenna
- Never Ever Getting Rid of Me – Ogie e Cast
- Bad Idea – Jenna, Dr. Pomatter e Cast

Atto II
- Bad Idea (Reprise) – Cast
- I Love You Like a Table – Ogie e Cast
- I Didn't Plan It – Becky
- Take It From an Old Man – Joe e Cast
- She Used to Be Mine – Jenna
- You Matter to Me – Dr. Pomatter e Jenna
- Everything Changes – Jenna e Cast
- Lulu's Pie Song – Lulu e Jenna
- Opening Up (Reprise) – Cast

### Broadway
Atto I
- What's Inside – Jenna e Cast
- Opening Up – Jenna, Becky, Dawn, Cal e Cast
- The Negative – Jenna, Becky, Dawn
- What Baking Can Do – Jenna
- Club Knocked Up – Ensemble Femminile
- When He Sees Me – Dawn e Cast
- It Only Takes a Taste – Dr. Pomatter e Jenna
- You Will Still Be Mine – Earl e Jenna
- A Soft Place to Land – Jenna, Becky, Dawn
- Never Ever Getting Rid of Me – Ogie e Cast
- Bad Idea – Jenna, Dr. Pomatter e Cast

Atto II
- I Didn't Plan It – Becky
- Bad Idea (Reprise) – Cast
- You Matter to Me – Dr. Pomatter e Jenna
- I Love You Like a Table – Ogie, Dawn e Cast
- Take It From an Old Man – Joe e Cast
- She Used to Be Mine – Jenna
- Everything Changes – Jenna e Cast
- Opening Up (Finale) – Cast

## Produzioni
Waitress iniziò anteprime il 2 agosto 2015 all'American Repertory Theater a Cambridge, nel Massachusetts, prima dell'ufficiale apertura il 19 agosto 2015.
A marzo 2016 venne annunciato il trasferimento a Broadway, e le anteprime iniziarono il 25 con l'apertura ufficiale il 24 aprile, giusto in tempo per entrare nell'eleggibilità dei Tony Awards del 2015-2016. Grandi cambiamenti furono apportati con questa produzione: nuovi elementi del libretto incentrati sul rapporto della protagonista con la madre, introduzione di una coreografia più complessa e una nuova canzone di Sara Bareilles. Fu assunta una pasticciera di Manhattan, Stacy Donnelly, affinché insegnasse al cast a rendere realistiche le scene di cucina; venne introdotto l'utilizzo di veri ingredienti come farina, uova, burro e zucchero. Per creare un'atmosfera di immersione totale per il pubblico, è stato installato un vero forno all'entrata affinché diffondesse l'aroma e vendesse calde torte agli spettatori.
Con musiche e testi di Sara Bareilles, libretto di Jessie Nelson, coreografie di Lorin Latarro e regia di Diane Paulus, Waitress fece storia a Broadway per essere l'unico musical i cui quattro principali ruoli del cast creativo sono occupati da donne diverse.

## Riconoscimenti
- 2016 – Tony Award
  - Candidato al miglior musical
  - Candidato alla miglior attrice protagonista in un musical a Jessie Mueller
  - Candidato al miglior attore non protagonista in un musical a Christopher Fitzgerald
  - Candidato alla miglior colonna sonora originale a Sara Bareilles
- 2016 – Drama Desk Award
  - Miglior attore non protagonista in un musical a Christopher Fitzgerald
  - Candidato al miglior musical
  - Candidato alla miglior attrice protagonista in un musical a Jessie Mueller
  - Candidato al miglior libretto di un musical a Jessie Nelson
  - Candidato alle migliori musiche a Sara Brailles
  - Candidato ai migliori testi a Sara Barailles
- 2016 – Drama League Award
  - Candidato alla miglior produzione di un musical Broadway o Off-Broadway
  - Candidato alla miglior esibizione a Jessie Mueller
- 2016 – Outer Critics Circle Award
  - Miglior attore non protagonista in un musical a Christopher Fitzgerald
  - Candidato al miglior nuovo musical di Broadway
  - Candidato alla miglior attrice a Jessie Mueller
  - Candidato alla miglior nuova colonna (Broadway o Off-Broadway) a Sara Bareilles
- 2016 – Broadway.com Audience Awards
  - Candidato al musical preferito
  - Candidato alla attrice preferita in un musical a Jessie Mueller